# 예비적 금지명령
예비적 금지명령(Preliminary injunction)은 법원이 당사자에게 특정 행동을 금지하거나 특정 조치를 수행할 것을 명하는 사전 금지명령이다. 예를 특허소송의 경우 소송이 진행 중에도 특허침해 상품이 시장에 판매될 수 있기 때문에 원고가 법원에 예비적 판매금지 명령을 얻어서 피고의 제품이 시장에서 팔리는 것을 막을 수 있다.

## 같이 보기
- 금지명령